# Pere Falqués
Pere Falqués i Urpí (Barcellona, 1850 – Barcellona, 22 agosto 1916) è stato un architetto spagnolo, capo dei Bombers de Barcelona dal 1889 al 1916.

## Biografia
Pere Falqués ottenne il titolo di architetto nel 1873 all'Escuela Técnica Superior de Arquitectura de Madrid e nel 1889 divenne l'architetto municipale di Barcellona e venne incaricato del restauro della Casa de la Ciutat che lo impegnò dal 1894 al 1914. È stato presidente dell'Associazione degli architetti della Catalogna dal 1899 al 1900.
Nella suo incarico di architetto municipale ha realizzato notevoli opere, come il piano topografico della città e la riforma del Gran Teatre del Liceu. Ha lavorato anche alla riorganizzazione del parco della Cittadella e ha disegnato diversi lampioni in ferro del Passeig de Lluís Companys e dell'avinguda Gaudí e i Bancs-Fanals del Passeig de Gràcia.